# Jakob Nielsen

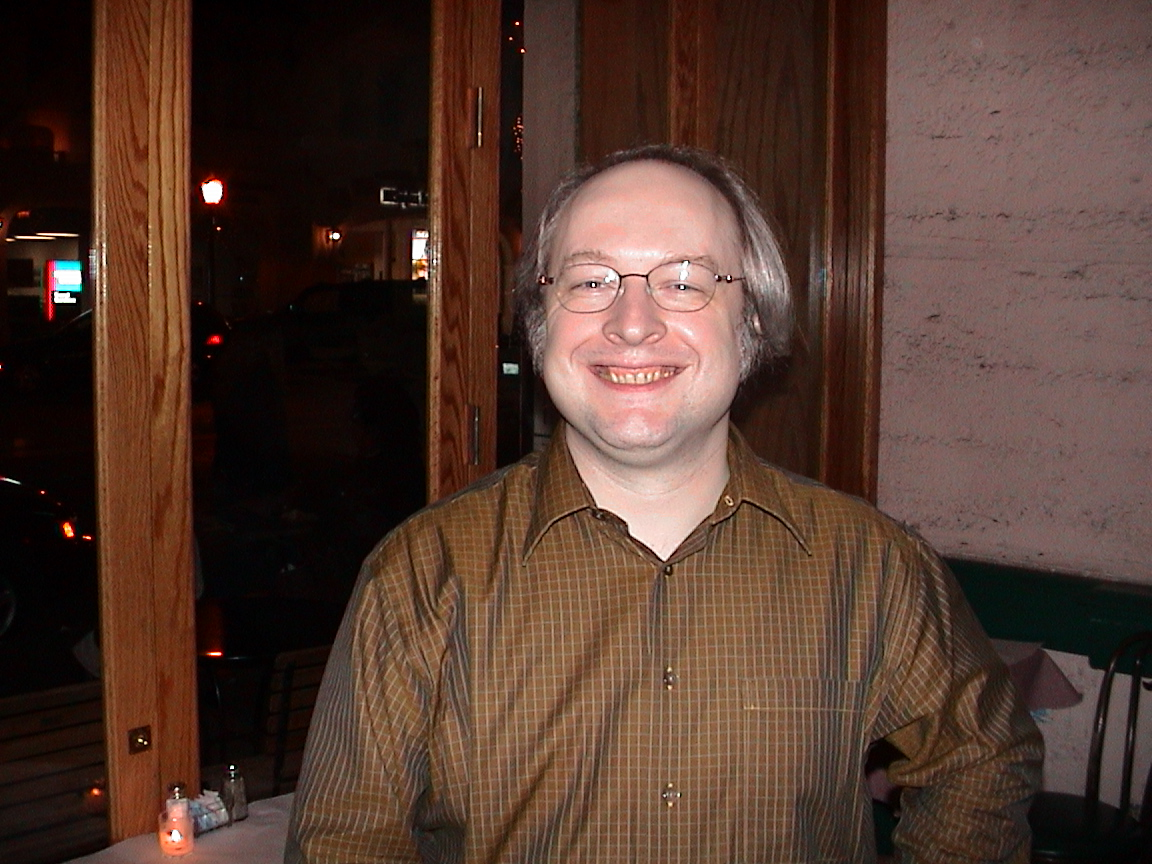
Jakob Nielsen

Jakob Nielsen (ur. 1957 w Kopenhadze) –  specjalista w dziedzinie użyteczności. Ukończył Duński Uniwersytet Techniczny, posiada stopień doktora informatyki (specjalizacja: projektowanie interfejsu użytkownika). Od lat 80. XX w. przebywa w Stanach Zjednoczonych. Pracował dla Bellcore, IBM oraz Sun Microsystems. W 1998, wraz ze specjalistą od interfejsów Donaldem Normanem, założył firmę konsultingową Nielsen Norman Group.
Od początku lat 90. Nielsen zajmuje się użytecznością serwisów internetowych. W 1995 założył serwis UseIt.com (obecnie nngroup.com), w ramach którego co dwa tygodnie publikuje felietony Alertbox.

## Discount usability engineering
Do połowy lat 90., badania użyteczności były domeną zaawansowanych technicznie laboratoriów, co sprawiało, że mogły sobie na nie pozwolić wyłącznie duże instytucje i firmy. Wraz z rozwojem Internetu i powstawaniem stron WWW stało się konieczne uproszczenie tych badań, tak aby stały się one dostępne dla każdego. Nielsen propaguje teorię „discount usability engineering” (tania inżynieria użyteczności), która głosi, że:
- podstawowe badania użyteczności stron www, aplikacji czy produktów nie wymagają specjalistycznego sprzętu,
- mogą je przeprowadzać osoby bez dużego doświadczenia,
- w wielu przypadkach wystarczy przeprowadzić test na 5 osobach, aby uzyskać większość wiedzy o problemach użyteczności.

## Heurystyki Nielsena
W 1990 wraz z Ralfem Molichem Nielsen przedstawił 10 heurystyk, czyli zasad interakcji człowiek-maszyna. Odwoływał się do nich wielokrotnie w późniejszych pracach, zaś krytyka i rozbudowa tych heurystyk była domeną wielu autorów piszących o użyteczności w latach 90. Przedstawione przez Nielsena heurystyki mają zastosowanie do dziś, a coraz częściej są rozpatrywane nie tylko w kontekście samego UX, ale także w połączeniu z SEO.
1. Pokazuj status systemu.
2. Zachowaj zgodność pomiędzy systemem a rzeczywistością.
3. Daj użytkownikowi pełną kontrolę.
4. Trzymaj się standardów i zachowaj spójność.
5. Zapobiegaj błędom.
6. Pozwalaj wybierać zamiast zmuszać do pamiętania.
7. Zapewnij elastyczność i efektywność.
8. Dbaj o estetykę i umiar.
9. Zapewnij skuteczną obsługę błędów.
10. Zadbaj o pomoc i dokumentację.

## Poglądy i kontrowersje
Nielsen znany jest ze zdecydowanego konserwatyzmu, z jakim traktuje technologiczne zmiany w świecie WWW. Za swoistą deklarację jego poglądów można uznać serwis UseIt.com, którego ascetyczny wygląd pozostaje prawie niezmieniony od początku jego istnienia.
W swoich artykułach Nielsen piętnuje niewłaściwe wykorzystanie takich technologii jak Flash czy PDF. Jest także zwolennikiem dostępności serwisów internetowych. Uważa, że podejście WYSIWYG w projektowaniu na potrzeby Internetu nie sprawdza się, gdyż nie można przewidzieć, z jakich technologii korzystają internauci i jak ostatecznie widzą stronę internetową.
Wielu swoim poglądom Nielsen nadaje kontrowersyjne, ale atrakcyjne medialnie etykiety. Szeroko komentowany stał się m.in. jego artykuł z roku 2000 – Flash is 99% Bad, który wywołał falę krytyki ze strony projektantów w technologii Flash. Według krytyków, Nielsen wypowiada się zbyt autorytatywnie, a jego wypowiedzi są źródłem uprzedzeń do tematyki użyteczności.

## Publikacje
- Hypertext and Hypermedia (1990, ISBN 0-12-518410-7)
- Usability Engineering (1994, ISBN 0-12-518406-9)
- Designing Web Usability: The Practice of Simplicity (1999, ISBN 1-56205-810-X), polskie wydanie: Projektowanie funkcjonalnych serwisów internetowych (2003)
- Homepage Usability: 50 Websites Deconstructed, wraz z Marią Tahir (2001, ISBN 0-7357-1102-X), polskie wydanie: Funkcjonalność stron www. 50 witryn bez sekretów (2006)
- Prioritizing Web Usability, wraz z Hoą Loranger (2006, ISBN 0-321-35031-6), polskie wydanie: Optymalizacja funkcjonalności serwisów internetowych (2007)
- Eyetracking Web Usability, wraz z Karą Pernice (2009, ISBN 0-321-49836-4)[4]
- Mobile Usability, wraz z Ralucą Budiu (2012, ISBN 0-321-88448-5)[5], polskie wydanie: Funkcjonalność aplikacji mobilnych. Nowoczesne standardy UX i UI (2013)